# Anthony Stracci
Don Anthony "Black Tony" Stracci (1894-1955) es un personaje de ficción de la novela de Mario Puzo, El Padrino, y que sale también en la película inspirada en dicha novela, El Padrino.

## En la película
Stracci (llamado en la película Victor, y no Anthony) adaptó el plan de don Emilio Barzini para unirse contra la familia Corleone y forzarla a entrar en el comercio de la heroína. Él estuvo presente en el encuentro donde la Comisión de las familias de la Cosa Nostra convenció a don Vito Corleone para aceptar el tráfico de drogas en su territorio y garantizar la paz.
En la película El Padrino, durante el día de la venganza de Michael Corleone, él fue asesinado por el caporegime de los Corleone Peter Clemenza cuando viajaba con sus socios en un ascensor, al abrirse las puertas, Clemenza le dispara con una escopeta que tenía escondida en una caja.
Sin embargo, en la novela no fue asesinado, y aparece posteriormente en la novela El Padrino el regreso.

## En el videojuego
El protagonista va al Hotel San Albano, y se reúne con Stracci para proponer la paz pero es asesinado por el jugador delante de sus guardaespaldas o también se da la opción de que el jugador lo lleve al ascensor para que Clemenza lo asesine al igual que en la película.